# (3889) Меншиков
(3889) Меншиков (лат. Menshikov) — типичный астероид главного пояса, открыт 6 сентября 1972 года советским астрономом Людмилой Журавлёвой в Крымской астрофизической обсерватории и 4 июня 1993 года назван в честь государственного и военного деятеля Александра Меншикова.

## Обнаружение и именование
(3889) Меншиков
Открыт 6 сентября 1972 года в Научном Л. В. Журавлёвой.
Назван в честь русского государственного деятеля и военачальника времён правления Петра Великого Александра Даниловича Меншикова (1673—1729).
Оригинальный текст (англ.)3889 Menshikov
Discovered 1972-09-06 by Zhuravleva, L. at Nauchnyj.
Named in honor of Aleksandr Danilovich Menshikov (1673—1729), Russian statesman and military leader during the reign of Peter the Great.
Источники: DISCOVERY.DB; M.P.C. 22246.

## Орбита

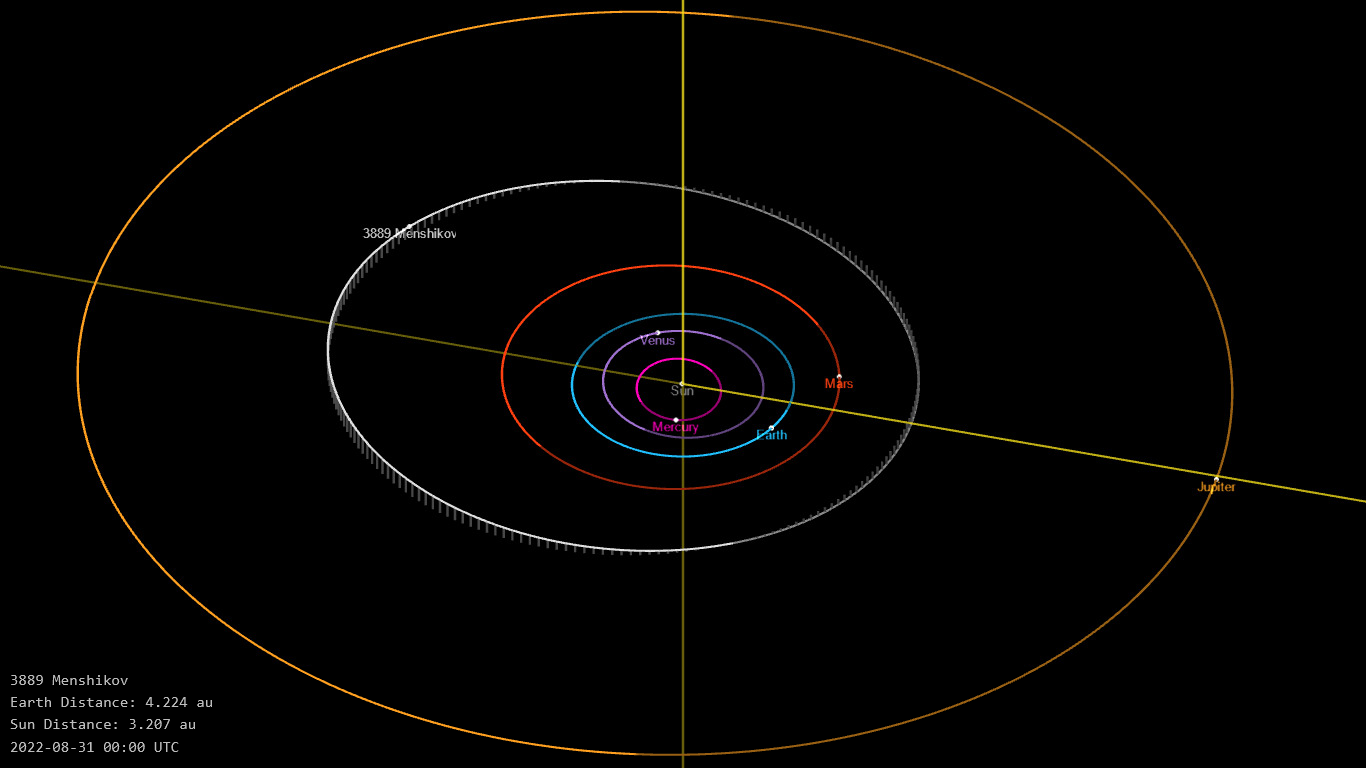
Орбита астероида Меншиков и его положение в Солнечной системе

## Физические характеристики
Астероид относится к таксономическому классу C.
По результатам наблюдений в видимом и ближнем инфракрасном диапазоне космического телескопа NEOWISE и наблюдений в инфракрасном диапазоне спутника Akari диаметр астероида сначала оценивался равным 13,974±0,327 км, позже — 14,74±0,33 км, 11,92±2,79 км, 13,346±0,457 км, 12,35±3,38 км, 11,04±3,35 км и 12,43±3,63 км. Согласно тем же источникам альбедо оценивается как 0,0571±0,0100, 0,065±0,003, 0,06±0,04, 0,059±0,007, 0,049±0,039, 0,048±0,055 и 0,076±0,079.